# 2007年亞洲室內運動會中國澳門代表團
2007年亞洲室內運動會於2007年10月26日至11月3日在澳門舉行。澳門以獨立身份，以「中國澳門」的名義參賽，本條目列出澳門運動員於本屆亞洲室內運動會的情況。

## 代表團升旗禮
中國澳門體育代表團升旗禮於2007年10月23日在西灣湖廣場舉行，主禮人包括社會文化司司長崔世安、中國澳門代表團團長馬友恆、組委會主席蕭威利及所有運動員出席儀式。

## 室內單車
- 花式單車女子單人賽的關淑梅為澳門奪得運動會是首金，是澳門的首金。
- 花式單車男子雙人賽的王衡鏘、盧永仁為澳門奪得首面銀牌。
- 花式單車女子雙人賽的關淑梅、關淑賢為澳門奪得一面銀牌。
- 花式單車男子單人賽的王衡鏘為澳門奪得第二金。